# Magnar
Magnar is een mannelijke voornaam van Noorse oorsprong. De naam is afgeleid van het Noorse woord magn wat kracht en sterkte betekent. Er is ook een sterk link met de Latijnse naam Magnus.

## Bekende mensen met deze naam
- Magnar Åm (1952), componist
- Magnar Lund Bergo (born 1949), politicus
- Lars Magnar Enoksen (born 1960), Zweeds schrijver en Glima worstelaar
- Magnar Estenstad (1924–2004), langlaufer
- Magnar Fosseide (1913–1983), noordse combinatie skiër
- Magnar Freimuth (born 1973), Estlandse noordse combinatie skiër
- Magnar Hellebust (1914–2008), politicus
- Tom Magnar Hetland (born 1954), journalist en redacteur
- Magnar G. Huseby (1928–2011), ingenieur en politicus
- Magnar Ingebrigtsli (1932–2001), langlaufer en atleet
- Magnar Isaksen (1910–1979), voetballer
- Bjarne Magnar Lerum (1941–2010), ondernemer en politicus
- Magnar Lundemo (1938–1987), langlaufer en atleet
- Magnar Lussand (born 1945), politicus
- Magnar Norderhaug (1939–2006), zoöloog en ecologist
- Magnar Ødegaard (born 1993), voetballer
- Magnar Sætre (1940–2002), politicus
- Magnar Solberg (born 1937), atleet
- Magnar Sortåsløkken (born 1947), politicus
- Inge Magnar Valen (born 1951), voetballer